# Vita Siltchanka
Vita Ouladzimirawna Siltchanka (en biélorusse : Віта Уладзіміраўна Сільчанка, russe : Вита Владимировна Сильченко, Vita Vladimirovna Silchenko), née Stchestnovitch (en russe : Счестнович) le 19 février 1967 à Minsk, est une escrimeuse biélorusse pratiquant le fleuret. Elle remporte une médaille de bronze aux championnats d'Europe d'escrime 1992, une première pour un escrimeur biélorusse à la suite de la partition de l'URSS.

## Carrière
Elle participe aux Jeux olympiques d'été de 2004.

## Palmarès
- Championnats d'Europe
  -  Médaille de bronze en individuel aux championnats d'Europe 1992 à Lisbonne[1]